# Francis Richards
Francis Augustus Richards (9 augustus 1873 - 1955) was een Brits zeiler.
Tijdens de Olympische Zomerspelen 1920 stonden er zestien onderdelen op het programma, waaronder de 18 voet jol. Richards schreef is samen met zijn ploeggenoot Thomas Hedberg als enige in voor dit onderdeel.  Volgens Britse bronnen kwamen zij niet aan de start en volgens andere bronnen kregen zij materiaalpech en haalde de finish niet, in beiden gevallen zouden zij geen recht hebben op een gouden medaille. De website van het IOC vermeld Richards wel als winnaar van een gouden medaille. 

## Olympische Zomerspelen
| Jaar | Plaats    | Resultaten  |
| ---- | --------- | ----------- |
| 1920 | Antwerpen | 18 voet jol |